# Super alliance nationale
Pour les articles homonymes, voir Nasa et Alliance nationale.
La Super alliance nationale (en anglais : National Super Alliance abrégé NASA) est une coalition politique kényane de partis d'opposition de centre gauche formée en janvier 2017. Ces partis comprennent le Mouvement démocrate orange (ODM), le Mouvement démocrate Wiper (en) (WDM), le Forum pour la restauration de la démocratie – Kenya (en) (FORD-Kenya), le Congrès national Amani (en) (ANC), le Chama Cha Mashinani (en) (CCM), la Coalition nationale arc-en-ciel, le Parti progressiste du Kenya, le Chama Cha Uzalendo (en) (CCU) et le Parti Muungano (en) (MP).
La coalition est créée pour s'opposer au président du Kenya Uhuru Kenyatta et à son vice-président William Ruto lors des élections générales kényanes de 2017.

## Résultats électoraux

### Élections présidentielles
| Année   | Rang | Candidat     | Votes     | %     | Élu                             |
| ------- | ---- | ------------ | --------- | ----- | ------------------------------- |
| 08/2017 | 2e   | Raila Odinga | 6 822 812 | 44,94 | Résultats de l'élection annulée |
| 10/2017 | 2e   | Raila Odinga | 73 228    | 0,96  | Non                             |

### Élections parlementaires
| Année | Voix      | Sièges              | Sièges  | Rang |
| Année | Voix      | Assemblée nationale | Sénat   | Rang |
| ----- | --------- | ------------------- | ------- | ---- |
| 2017  | 6 487 434 | 62 / 349            | 13 / 68 | 2e   |